# Kyŏngae
 (août 2025).
Si vous disposez d'ouvrages ou d'articles de référence ou si vous connaissez des sites web de qualité traitant du thème abordé ici, merci de compléter l'article en donnant les références utiles à sa vérifiabilité et en les liant à la section « Notes et références ».
Le roi Kyŏngae (hangeul : 경애왕 ; hanja : 景哀王 ; RR : Gyeongae wang), né à une date inconnue, et mort en 927 est le 55e souverain du royaume de Silla. Il règne de 924 à 927.